# Henrique Marques de Holanda Cavalcanti

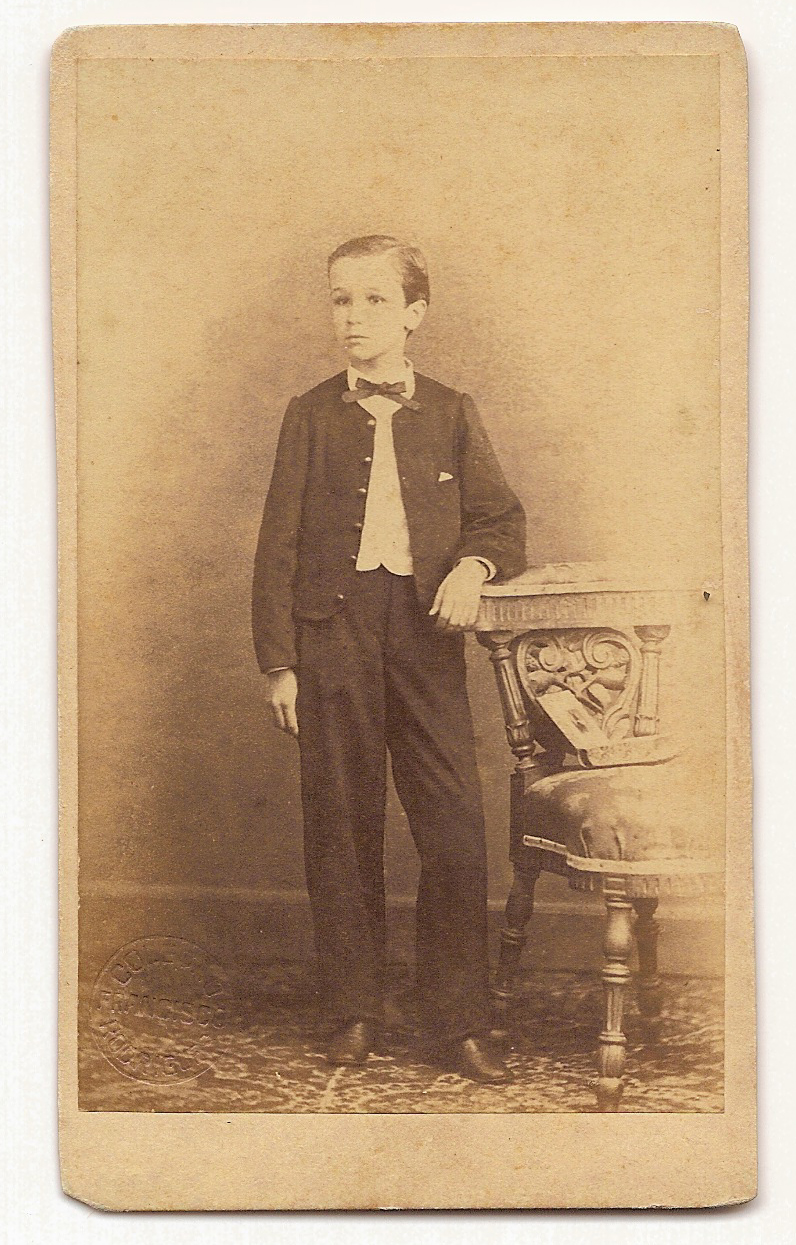
Henrique Marques de Hollanda Cavalcanti, Barão de Suassuna, bacharel em 1873, Recife, Usinas de Limoeirinho e Mameluco.

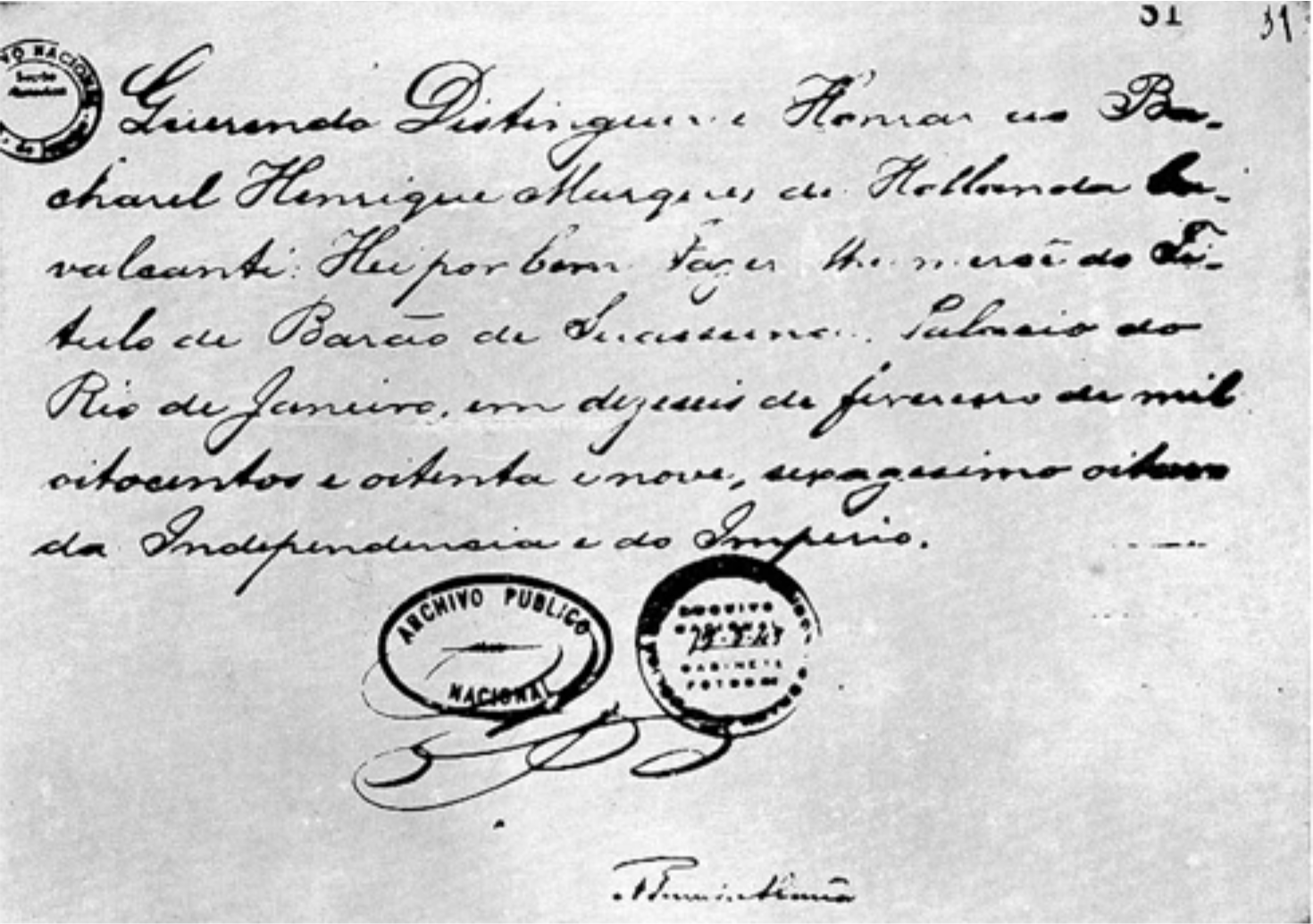
Decreto de sua Baronia.

Henrique Marques de Holanda Cavalcanti, segundo barão de Suassuna (Pernambuco — Recife, 8 de janeiro de 1941), foi um nobre brasileiro.
Filho de Antônio Marques de Holanda Cavalcanti e Panfila da Silveira Lins (filha do Visconde de Utinga). Era bacharel em Ciências Jurídicas e Sociais e foi agraciado barão.